# Орхан Ак
Орхан Ак (тур. Orhan Ak, нар. 29 вересня 1979, Адапазари) — турецький футболіст, що грав на позиції захисника. По завершенні ігрової кар'єри — тренер.
Виступав, зокрема, за клуб «Галатасарай», а також національну збірну Туреччини.
Чемпіон Туреччини. Дворазовий володар Кубка Туреччини.

## Клубна кар'єра
Народився 29 вересня 1979 року в місті Адапазари. Вихованець футбольної школи клубу «Коджаеліспор». Дорослу футбольну кар'єру розпочав 1996 року в основній команді того ж клубу, в якій провів два сезони, взявши участь у 10 матчах чемпіонату. 
Згодом з 1998 по 2003 рік грав у складі команд «Кушадасиспор» та «Коджаеліспор».
Своєю грою за останню команду привернув увагу представників тренерського штабу клубу «Галатасарай», до складу якого приєднався 2003 року. Відіграв за стамбульську команду наступні чотири сезони своєї ігрової кар'єри. Більшість часу, проведеного у складі «Галатасарая», був основним гравцем команди. За цей час виборов титул чемпіона Туреччини, ставав володарем Кубка Туреччини.
Протягом 2007—2013 років захищав кольори клубів «Анкараспор», «Антальяспор», «Буджаспор», «Болуспор» та «Елязигспор».
Завершив ігрову кар'єру у команді «Істанбул ББ», за яку виступав протягом 2013—2015 років.

## Виступи за збірні
У 1997 році дебютував у складі юнацької збірної Туреччини (U-17), загалом на юнацькому рівні взяв участь в 11 іграх, відзначившись 3 забитими голами.
Протягом 2000–2001 років залучався до складу молодіжної збірної Туреччини. На молодіжному рівні зіграв в 11 офіційних матчах, забив 1 гол.
У 2003 році захищав кольори олімпійської збірної Туреччини. У складі цієї команди провів 1 матч.
У 2004 році дебютував в офіційних матчах у складі національної збірної Туреччини.
Загалом протягом кар'єри в національній команді, яка тривала 3 роки, провів у її формі 3 матчі.

## Кар'єра тренера
Розпочав тренерську кар'єру невдовзі по завершенні кар'єри гравця, 2016 року, увійшовши до тренерського штабу клубу «Істанбул ББ».
В подальшому входив до тренерських штабів клубів «Бешикташ» та «Трабзонспор».
Наразі останнім місцем тренерської роботи був клуб «Трабзонспор», в якому Орхан Ак був одним з тренерів головної команди протягом 2023 року.

## Титули і досягнення
- Чемпіон Туреччини (1):

«Галатасарай»: 2005-2006
- Володар Кубка Туреччини (2):

«Коджаеліспор»: 2001-2002
«Галатасарай»: 2004-2005